# مارتن باليرمو
مارتن باليرمو (بالإسبانية: Martín Palermo)‏ هو لاعب كرة قدم أرجنتيني من مواليد لابلاتا الأرجنتينية في 7 نوفمبر 1973، يلعب كمهاجم في فريق بوكا جونيورز الأرجنتيني وسبق له اللعب في إستوديانتيس دو لا بلاتا كما سبق له اللعب في الدوري الإسباني مع أندية ألافيس وفياريال وريال بتيس.
اشتهر بإضاعته 3 ضربات جزاء في مباراة واحدة، وكانت ضد منتخب كولمبيا في بطولة كوبا أمريكا 1999 والتي انتهت بنتيجة 3-0 لصالح المنتخب الكولومبي.

## مسيرته الكروية
لعب مارتن باليرمو خلال مسيرته الاحترافية مع 5 أندية في اثنين وعشرين موسمًا وسجل خلالها 250 هدف ضمن 506 مباراة. ولم يفز بأي موسم بالكأس وفاز في أربعة مواسم بالدوري.
خاض مارتن باليرمو مسيرته مع نادي إستوديانتيس دي لا بلاتا في موسم 1991–92 ليلعب معه ستة مواسم، مشاركًا في 93 مباراة سجل خلالها 34 هدفًا. ثم انتقل إلى نادي بوكا جونيورز في موسم 1997–98 في المرة الأولى ليلعب معه أربعة مواسم ثم في موسم 2004–05 ليلعب معه سبعة مواسم، حيث شارك طوالها في 318 مباراة سجل خلالها 193 هدف. لينتقل بعدها إلى نادي فياريال في موسم 2000–01 واستمر معه طيلة ثلاثة مواسم، مشاركًا في 70 مباراة سجل خلالها 18 هدفًا. ثم انتقل إلى نادي ديبورتيفو ألافيس في موسم 2003–04 لمدة موسم واحد، مشاركًا في 14 مباراة سجل خلالها 3 أهداف.

## روابط خارجية
- مارتن باليرمو على موقع الاتحاد الدولي (مؤرشف)  (الإنجليزية)
- مارتن باليرمو على موقع الاتحاد الأوربي (الإنجليزية)
- مارتن باليرمو على موقع قاعدة بيانات كرة القدم.إي يو (الإنجليزية)
- مارتن باليرمو على موقع ناشيونال فوتبول تيمز (الإنجليزية)
- مارتن باليرمو على موقع Soccerbase.com (لاعب) (الإنجليزية)
- مارتن باليرمو على موقع Soccerway.com (الإنجليزية)
- مارتن باليرمو على موقع عالم كرة القدم.نت (الإنجليزية)